# Fondation Adessium
La Fondation Adessium est une Fondation basée aux Pays-Bas.

## Historique et objectifs
La mission qu'elle s'est donnée est de « contribuer à une société équilibrée », par le biais de financements.
Elle a été créée en 2005 par Gerard van Vliet et sa famille. Gerard van Vliet est un ancien négociant en matières premières au comptant, dans le secteur des céréales et des graines oléagineuses. En 1987, il lance une société de conseils en négoce de matières premières (CTA),, en langue anglaise une « Commodity Trading Advisor (en) company », qui se développe en une entreprise prospère. En 2002, il vend l'entreprise,. Selon Politico, les ressources financières de la fondation proviennent de la vente en 2007 de Transtrend, une société de gestion d'actifs fondée en 1991 par Gerard van Vliet. Au moment de la vente à la société de gestion d'actifs néerlandaise Robeco , le fonds avait près de 3 milliards d'euros d'actifs sous gestion, ayant gagné son argent en négociant des dérivés de gré à gré et des contrats à terme sur matières premières.
Son budget annuel se situe entre quinze et vingt millions d'euros. Ces dépenses sont attribués à des programmes « tels que la conservation marine et les efforts visant à promouvoir des sociétés ouvertes et démocratiques ». Selon Politico, la Fondation est l'un des principaux bailleurs de certaines des ONG les plus influentes de Bruxelles. Elle a versé environ 18,5 millions d'euros en 2015 à des organisations telles que le lobby des consommateurs BEUC, ClientEarth, Corporate Europe Observatory, Finance Watch, Friends of the Earth Europe, Transparency International, Greenpeace et Zero Waste Europe.
Rogier van Vliet, fils de Gerard van Vliet, préside la fondation, tout en dirigeant également Multifund, le bureau d'investissement de la famille. Depuis 2017, elle est dirigée par Rogier van der Weerd.

## Projets supportés par la fondation
- Rewilding Europe[8].
- European Policy Centre.
- Finance Watch.
- Bellingcat[9].
- African Parks.
- Digital Freedom Foundation (avec la Fondation Ford, et les Open Society Foundations)[10].
- Arena for Journalism in Europe[11].
- United By Tax[12].